# Assomada
Assomada in Crioulo: Somada, officieel Cidade de Assomada, is de hoofdplaats van de gemeente Santa Catarina op het eiland Santiago. Qua inwoneraantal is het de vierde stad van Kaapverdië.

## Geografie
Assomada is gelegen in bergachtig land en centraal op het eiland Santiago. De stad ligt tussen de plaatsen Tarafal in het noorden en Praia in het zuiden. Het is ook verbonden met wegen naar São Lourenço dos Orgãos in het westen en Pedra Badejo in het oosten.
Assomada speelt een belangrijke commerciële rol en is een aangename combinatie van stedelijke gebieden en velden. Het centrum van de stad beschikt over vele koloniale gebouwen in Portugese stijl. In het centrum van de stad liggen kerken, banken en meerdere pleinen.

## Demografie
De bevolkingsontwikkeling is als volgt:
| 1990  | 2000  | 2005   | 2010   |
| ----- | ----- | ------ | ------ |
| 3.414 | 7.067 | 11.900 | 12.026 |

## Economie
De markt van Assomada is een van de grootste op het eiland Santiago, met een grote variëteit aan agrarische producten en ambachten. Het is het centrale punt voor producten die worden geproduceerd door het omliggende platteland.

## Fotogalerij

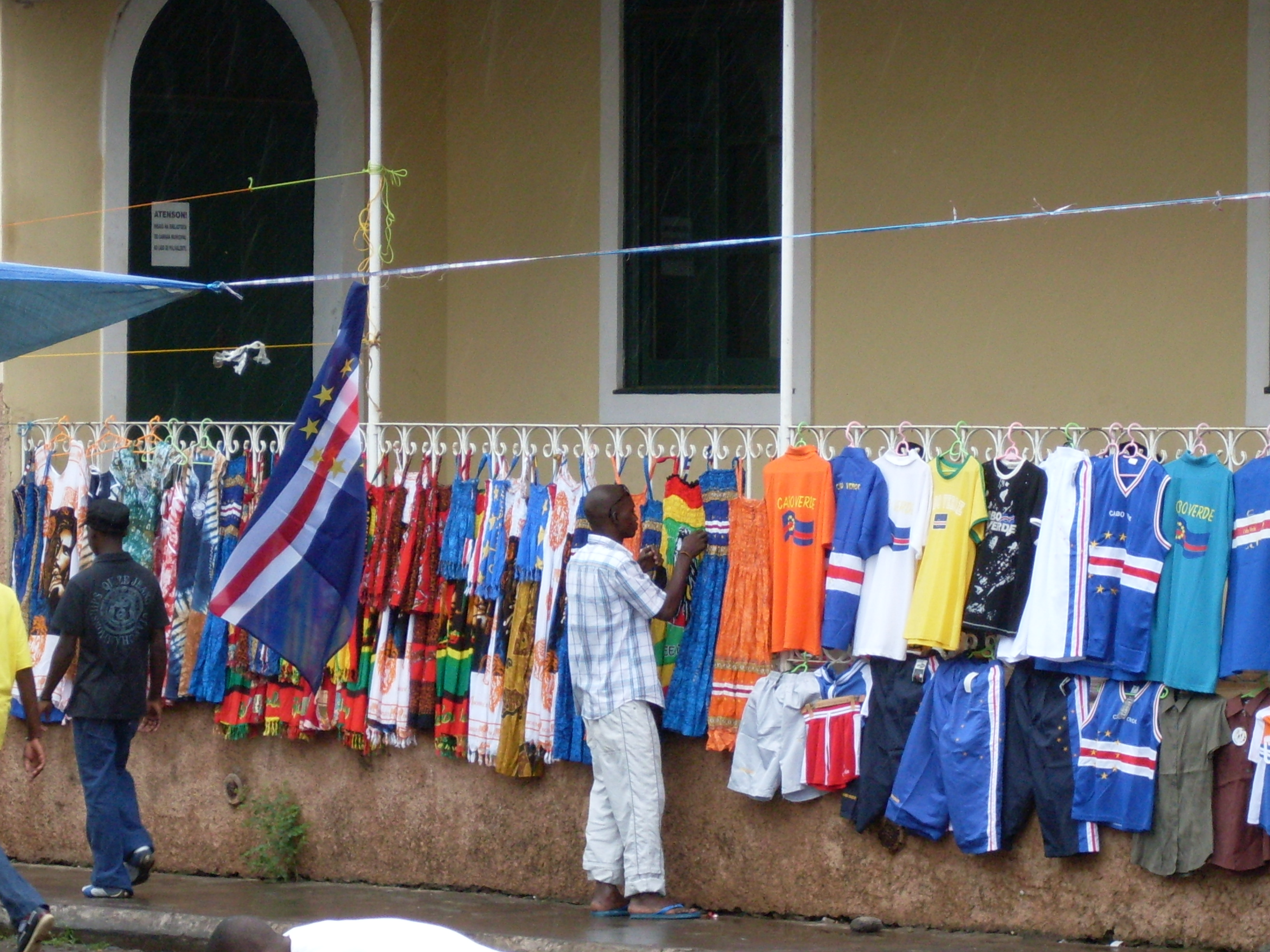
Straatmarkt in Assomada
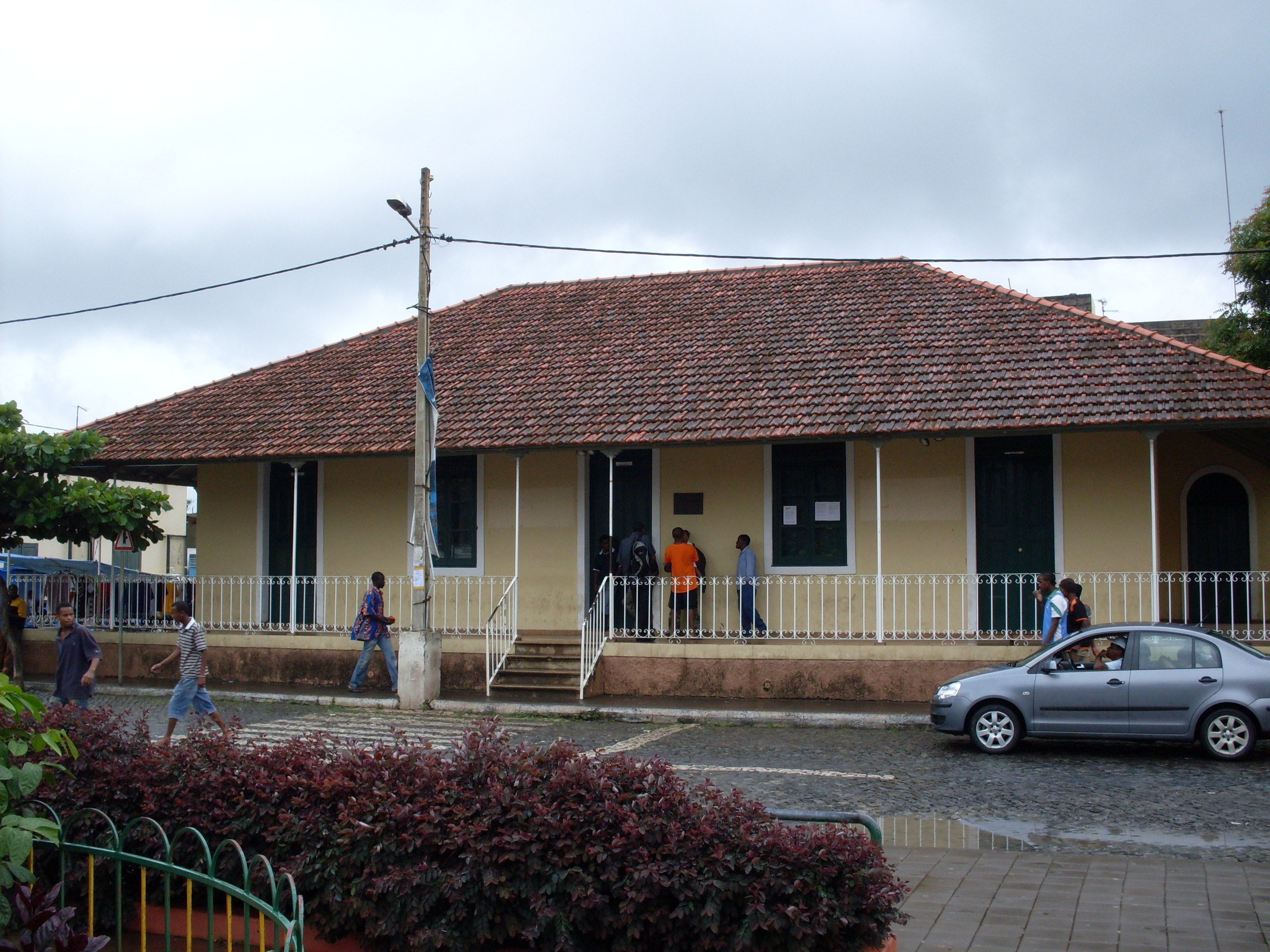
Museu da tabanca, Assomada